# Jan Rosner
Jan Rosner (ur. 3 stycznia 1906 w Wiedniu, zm. 20 grudnia 1991 w Warszawie) – polski prawnik i ekonomista. Specjalista w zakresie międzynarodowego prawa pracy, polityki społecznej i ergonomii. 

## Życiorys
Ukończył studia prawnicze na Uniwersytecie Warszawskim. Od 1928 podjął pracę w Ministerstwie Pracy i Opieki Społecznej. Od 1930 wyjechał do Genewy jako sekretarz polskiej delegacji w Międzynarodowym Biurze Pracy. Pozostał tam do 1939 jako pracownik naukowy tegoż Biura. Do Polski powrócił 31 sierpnia 1939 po ogłoszeniu mobilizacji. W czasie II wojny światowej konspiracyjny działacz PPS-WRN. Uczestnik powstania warszawskiego, wdawał na Starym Mieście pismo „Warszawianka”. Po powstaniu wywieziony do pracy w kopalni w Wałbrzychu, skąd zbiegł po dwóch miesiącach. 
Od 1946 do 1948 członek „lubelskiej” PPS, gdzie pracował jako kierownik wydziału zagranicznego. Od 1948 w PZPR.
Od 1946 do 1950 był korespondentem Międzynarodowego Biura Pracy w Polsce, zaś od 1950 do 1960 naczelnikiem wydziału, a następnie wicedyrektorem departamentu współpracy z zagranicą w Ministerstwie Pracy i Opieki Społecznej. Od 1960 do 1963 był pracownikiem naukowym Centralnego Ośrodka Kadr Kierowniczych w Warszawie.
W latach 1979–1982 był prezesem Międzynarodowego Stowarzyszenia Ergonomicznego. Członek Komitetu Helsińskiego. Zajmował się ergonomią, polityką społeczną, międzynarodowym prawem pracy. profesor Szkoły Głównej Planowania i Statystyki w Warszawie. W 1980 był doradcą NSZZ „Solidarność”. Był także uczestnikiem obrad Okrągłego Stołu. 
Imieniem Jana Rosnera nazwano Ośrodek Szkolenia Państwowej Inspekcji Pracy we Wrocławiu. 
Główne publikacje
- Zagadnienia czasu pracy (1962)
- Międzynarodowa polityka społeczna (1967),
- Polityka społeczna w pracy socjalnej (1978),
- Ergonomia (1985)